# 咲ふうあ
咲　ふうあ（さき　ふうあ、2001年9月28日 - ）は、日本の女性アイドル、ポップシンガー、ダンサー、モデル、女優。東京都出身。 
女性アイドルユニット「TOKYO喫茶」の元メンバー。